# Bergtjärnen (Ramsjö socken, Hälsingland, 690184-151025)
Bergtjärnen är en sjö i Ljusdals kommun i Hälsingland och ingår i Delångersåns huvudavrinningsområde.